# Церковь Святого Павла (Милан)

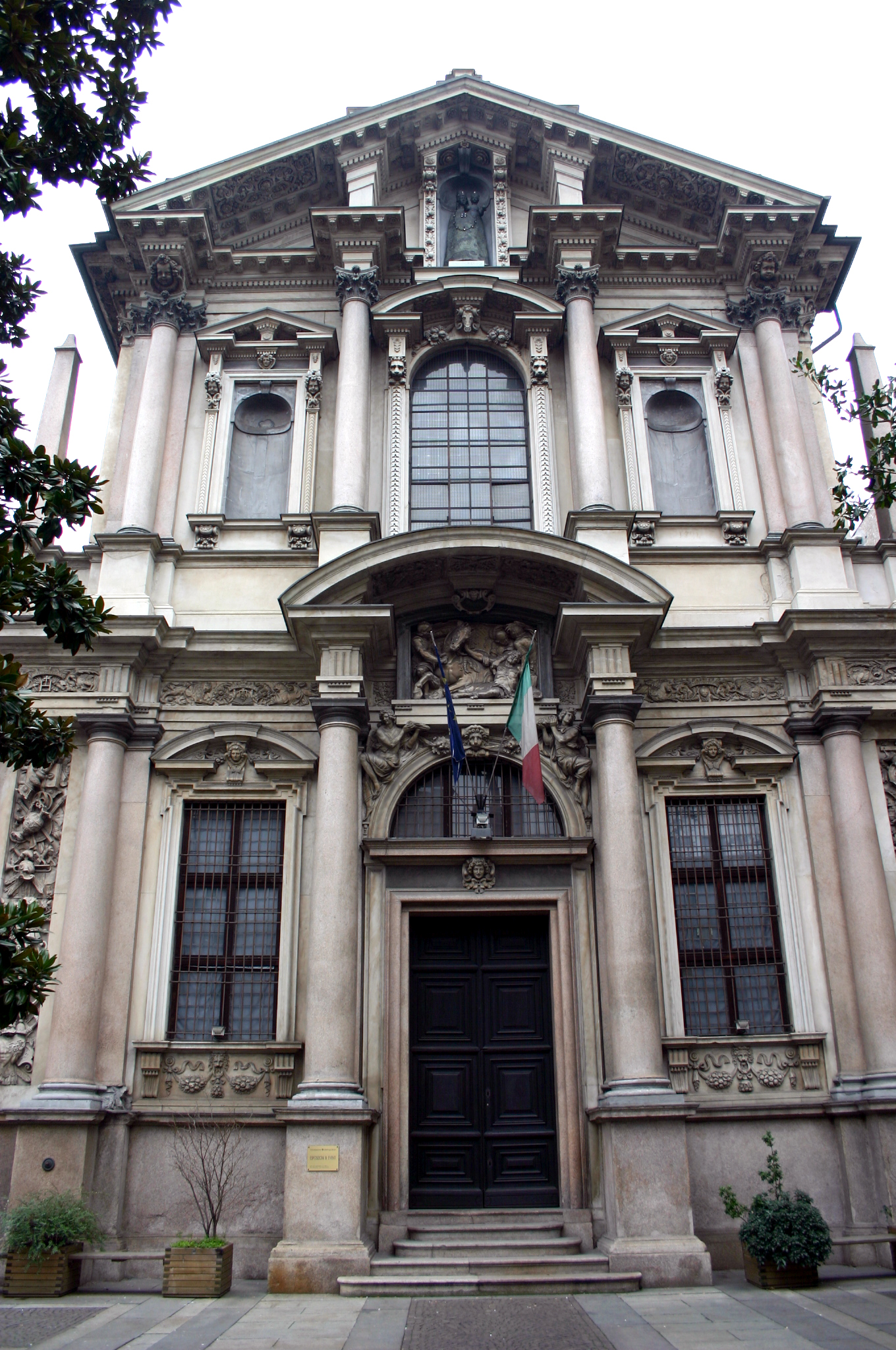
Фасад здания церкви, 2007 год

Церковь Святого Павла или Сан-Паоло-Конверсо (итал. San Paolo Converso) — бывшая римско-католическая церковь в Милане, регион Ломбардия, Италия, которая сейчас используется как пространство для современного искусства.

## История
Церковь была построена в 1549—1580 годах для монастыря ордена Ангельских сестер святого Павла, основанного графиней Людовикой Торелли. В ней есть неф со сводчатым потолком и стеной, отделяющей часть церкви, предназначенную для монахинь, от части, предназначенной для обычных верующих, как в монастырских церквях, таких как Сан-Маурицио-аль-Монастеро-Маджоре. Ангельские сёстры должны были стать женским аналогом варнавитов и часто работали с ними во время миссий. Когда в 1552 году папа Павел IV ввёл правило обета безбрачия, Торелли отделилась от религиозной общины. В соответствии с правилом обета безбрачия церковь была разделена на две части.
Во внутренних помещениях хранятся полотна кремонских мастеров Джулио Кампи, Антонио и Винченцо Кампи. Работа кремонских художников, вероятно, финансировалась Джулией Сфондрати, представительницей знатного и влиятельного кремонского рода. Фасад в стиле барокко был спроектирован в 1613 году Джованни Баттистой Креспи.
В зале монахинь когда-то висела картина «Пятидесятница» работы Симоне Петерцано, которая сейчас находится в соседней церкви Сант-Эуфемия. В 1808 году, после закрытия монастырей в наполеоновскую эпоху, монастырь был закрыт, а церковь впоследствии лишена статуса действующей. Затем она использовалась как склад. В 1932 году помещение было переоборудовано в концертный зал.

Мина и Пино Прести в студии звукозаписи La Basilica во время репетиций перед концертами в Bussoladomani в 1978 году

Благодаря отличной акустике с начала 1960-х годов она использовалась в качестве студии звукозаписи для лейбла La voce del padrone, который передал её Витторио Буффоли и Джакомо Маццини, отцу популярной певицы Мины, который только что основал лейбл PDU. Обновлённая студия звукозаписи, работающая с 1970 года и известная как «La Basilica», располагалась в церкви до 1982 года.
Сейчас церковь находится в частной собственности. В помещении за алтарём, которое раньше было отведено для монахинь, с 2014 по 2019 год располагалось архитектурное бюро. Некоммерческая организация Fondazione Converso управляет зданием как пространством современного искусства, организуя выставки, мероприятия и перформансы.